# Francesco Cattani da Diacceto

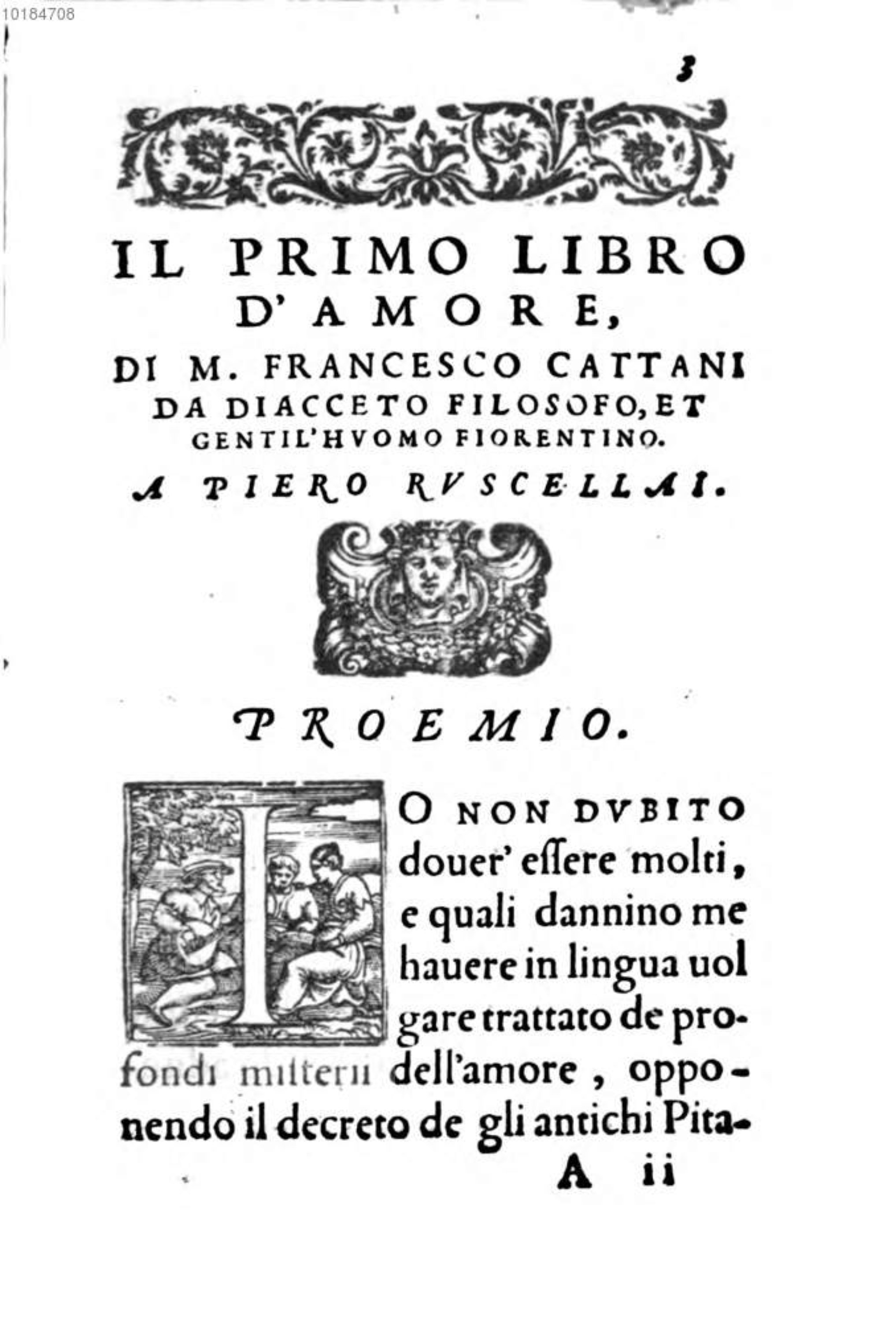
Der Anfang von Cattanis Vorwort zu seiner Schrift Tre libri d’amore in der Ausgabe Venedig 1561. Der Autor begründet seine ungewöhnliche Entscheidung, ein philosophisches Thema in italienischer Sprache zu behandeln.

Francesco Cattani da Diacceto (genannt il Pagonazzo oder il Vecchio, latinisiert Franciscus Cataneus Diacetius, auch Diacetus; * 16. November 1466 in Florenz; † 10. April 1522 ebenda) war ein italienischer Humanist und Philosoph. Als Schüler Marsilio Ficinos war er Platoniker und vertrat eine stark vom Neuplatonismus geprägte Lehre, die er gegen Einwände von Aristotelikern verteidigte. Sein Hauptinteresse galt der Metaphysik, der Ästhetik und der Theorie der Liebe. Er unterrichtete an der Universität seiner Heimatstadt Florenz und galt bei den Zeitgenossen als Ficinos geistiger Erbe.
In der Moderne fand Cattani früher bei den Philosophiehistorikern relativ wenig Beachtung, denn man hielt ihn für einen unoriginellen Vermittler von Ficinos Lehre. Die neuere Forschung hat demgegenüber sein System als Ganzes und die eigenständigen Aspekte seines Denkens in den Blick genommen.

## Leben
Cattani stammte aus einer wohlhabenden Florentiner Patrizierfamilie, deren ursprüngliche Heimat die Ortschaft Diacceto östlich von Florenz war. Er wurde als Sohn von Zanobi Cattani am 16. November 1466 in Florenz geboren. Zur Unterscheidung von einem gleichnamigen entfernten Verwandten gaben ihm Zeitgenossen später nach seiner Kleidung den Beinamen il Pagonazzo („der Violette“); erst lange nach seinem Tod nannte man ihn il Vecchio („der Ältere“), um ihn von einem gleichnamigen Enkel zu unterscheiden. Sein Vater starb früh. Über Cattanis Kindheit und frühe Jugend ist nur bekannt, dass er eine solide humanistische Ausbildung erhielt. Anscheinend eignete er sich Grundkenntnisse des Altgriechischen an. Als Achtzehnjähriger heiratete er Lucrezia Capponi, mit der er sieben Söhne und sechs Töchter hatte. Sie starb 1518.
Cattani gehörte zum Umkreis der Familie der Medici, die in seiner Jugendzeit in der Republik Florenz eine führende Stellung einnahm. Schon sein Großvater Paolo war Anhänger der Medici gewesen. Zum Studium ging Cattani nach Pisa; sein dortiger Philosophielehrer war der Aristoteliker Oliviero Arduini. Zu seinen Studienkollegen zählte der junge Kardinal Giovanni de’ Medici, der spätere Papst Leo X., zu dem er engen Kontakt hielt. Von Pisa aus trat er 1492 in briefliche Verbindung mit dem Florentiner Humanisten und Philosophen Marsilio Ficino, der sich als Übersetzer und Kommentator von Platons Dialogen einen Namen gemacht hatte und sich eifrig um die Verbreitung des platonischen Gedankenguts bemühte. Im folgenden Jahr wurde Cattani Schüler des profilierten Platonikers. Nach der Studienzeit kehrte er in seine Heimatstadt zurück. Dort blieb er in der Umgebung seines Lehrers, bis dieser 1499 starb. Ficino schätze ihn als Freund und Kollegen und sah in ihm seinen künftigen Nachfolger als Zentralfigur eines philosophischen Zirkels.
In Florenz beteiligte sich Cattani am politischen Leben. Er zählte zu den Parteigängern der Medici, deren dominierende Rolle in der Republik sehr umstritten war. Mehrmals ist er als staatlicher Amtsträger bezeugt. Im Jahr 1510 gehörte er dem achtköpfigen Sicherheitsausschuss (otto di guardia) an; Anfang 1520 erlangte er das befristete Amt des gonfaloniere di giustizia („Bannerträger der Gerechtigkeit“), der als Vorsitzender der Signoria, des wichtigsten Regierungsorgans, unter allen Beamten das höchste Ansehen genoss. Außerdem erhielt er im November 1512 den Auftrag, die Republik als Gesandter bei Kaiser Maximilian I. zu vertreten, doch kam diese Reise nicht zustande. Nach Rom reiste Cattani 1513 und 1518; dort bereitete ihm Papst Leo X. einen wohlwollenden Empfang.
Im Jahr 1501 erhielt Cattani das Angebot, an der Florentiner Universität, dem Studio fiorentino, aristotelische Philosophie zu unterrichten, obwohl er in Pisa den Doktorgrad nicht erworben hatte. Zunächst lehnte er dies ab, doch im folgenden Jahr nahm er den Vorschlag an, nachdem die Universität ihr Vergütungsangebot auf 200 Florin jährlich verdoppelt hatte. Später betrug sein relativ hohes Jahresgehalt 525 Florin. Zum Stoff seiner Lehrveranstaltungen gehörten Naturlehre, Seelenkunde und Ethik. Wahrscheinlich erteilte er außerdem in seiner Wohnung Unterricht in platonischer Philosophie. In Florentiner Humanistenkreisen erfreute er sich hohen Ansehens; er beteiligte sich an den Diskussionen im Gelehrtenzirkel der Orti Oricellari und gehörte der Sacra Accademia Medicea an. Zu seinen Freunden zählte der Dichter und Sprachforscher Gian Giorgio Trissino.
Cattani hatte zahlreiche Schüler, darunter Luigi Alamanni, Antonio Brucioli, Zanobi Buondelmonti, Iacopo da Diacceto, Donato Giannotti, Luca della Robbia, Giovanni Rucellai, Filippo Strozzi und Piero Vettori.

## Werke
Cattani schrieb in lateinischer Sprache, doch von zwei Werken, die von der Liebe handeln, verfasste er zusätzlich italienische Versionen. Zu seinen Lebzeiten wurden seine Werke nur abschriftlich verbreitet; erst nach seinem Tod wurde im Zeitraum 1526–1563 der größte Teil gedruckt. Einige sind erst 1986 veröffentlicht worden.
- De pulchro (Über das Schöne), Cattanis erste Schrift, umfasst drei Bücher. Die erste Version entstand im Zeitraum 1496–1499, die endgültige Fassung wurde erst nach dem 7. Oktober 1514 vollendet. Trotz des Titels behandelt De pulchro nicht nur die Ästhetik, sondern ist eine umfassende Darstellung der Metaphysik und Kosmologie des Autors.
- Panegyricus in amorem (Lobrede auf die Liebe, vor 1508); die italienische Version Panegirico allo amore verfasste Cattani ungefähr um dieselbe Zeit. Der Panegirico wurde 1526 in Rom von dem Drucker Ludovico degli Arrighi herausgebracht. Cattanis von Begeisterung getragene Darstellung fußt auf Platons Dialogen Phaidros und Symposion sowie auf Ficinos Schrift De amore (Über die Liebe).
- De amore (Über die Liebe, 1508); die italienische Fassung Tre libri d’amore vollendete Cattani vor dem 8. August 1511. Der Drucker Gabriele Giolito de’ Ferrari veröffentlichte die italienische Version 1561 in Venedig. Das Werk gehört zur in der Renaissance geschätzten Traktatliteratur über die Liebe, stellt aber im Unterschied zu anderen Abhandlungen den philosophischen Aspekt des Themas gegenüber dem literarischen in den Vordergrund. Die Liebe wird im Sinne des platonischen Verständnisses dargestellt, doch in der italienischen, für eine breitere Öffentlichkeit bestimmten Fassung sind platonische Ausdrücke durch christliche ersetzt. Cattani hielt es für nötig, seine Entscheidung zu begründen, über ein „göttliches“ Thema wie die Liebe auch in der italienischen Volkssprache statt nur lateinisch zu schreiben, denn er meinte, dass viele ihm dies verübeln würden. Dazu bemerkte er, es gebe eine innerseelische Sprache, die naturgegeben und für alle Menschen dieselbe sei, und äußere Sprachen, welche die Menschen willkürlich erfunden hätten. Die äußeren Sprachen seien Abbilder der inneren Sprache und als Ausdrucksmittel für philosophische Inhalte alle gleich geeignet.[10]
- Ein unvollendeter Kommentar zu Platons Dialog Symposion, der nach den ersten beiden Reden des Dialogs abbricht.
- Lateinische Paraphrasen von Platons Dialog Politikos und der Platon zugeschriebenen Dialoge Anterastai und Theages sowie der Schrift Über den Himmel des Aristoteles und des ersten Buches von dessen Meteorologica.
- Die Grabrede für Lorenzo di Piero de’ Medici, den 1519 verstorbenen Herzog von Urbino, die Cattani auf Wunsch des Kardinals Giulio de’ Medici, des späteren Papstes Clemens VII., verfasste.
- Einige Briefe, darunter ein vor 1509 an den französischen Prälaten Germain de Ganay gerichtetes Schreiben, das in den Handschriften den Titel Apologia contra Parisienses philosophos pro Platone (Verteidigung Platons gegen die Pariser Philosophen) trägt.
- Zwei Universitätsreden zum Lob der Philosophie sowie einleitende Reden zu Vorlesungen über die Nikomachische Ethik des Aristoteles und über das zweite Buch von dessen Schrift De anima.
- Zwei Dichtungen: eine Canzone und ein Epigramm auf Antonio Squarcialupi.
- Nicht erhalten geblieben sind zwei weitere Werke: Ein Plotin-Kommentar und eine Paraphrase der Physik des Aristoteles.[11]

## Lehre

### Verhältnis zu den philosophischen Traditionen
In seinen philosophischen Schriften äußerte sich Cattani als Platoniker und Schüler Ficinos und befasste sich wie sein Lehrer besonders mit metaphysischen Fragen. Wie Ficino fasste er Platons Lehre im Sinne von Plotins neuplatonischer Interpretation auf. Dabei orientierte er sich oft unmittelbar an Plotin, ohne Ficinos Plotin-Verständnis zu beachten, und entfernte sich mitunter von der Position seines Lehrers. Kritisch beurteilte er den Ansatz des zeitgenössischen Philosophen Giovanni Pico della Mirandola, der eine aristotelische Platon-Deutung gegenüber der Sichtweise Plotins bevorzugte. Stärker als Ficino berücksichtigte Cattani, der pythagoreischen Tradition folgend, die Philosophie der Mathematik. Wenig Interesse zeigte er hingegen an der scholastischen Literatur und an rein theologischen Fragen. Allerdings zitierte er oft die Bibel und Pseudo-Dionysius Areopagita. Er versuchte nicht, das platonische und das christliche Weltbild in völlige Übereinstimmung zu bringen, vielmehr räumte er die Unterschiede ein.
Als Universitätsdozent hatte sich Cattani mit dem zeitgenössischen Aristotelismus auseinanderzusetzen, der im universitären Diskurs eine wichtige Rolle spielte. Er schätzte zwar Aristoteles und dessen antike Schüler, die Peripatetiker, doch von den nachantiken Aristotelikern hielt er wenig. Bevorzugt stellte er die Auffassungen Platons und des Aristoteles im Sinne einer Übereinstimmung der beiden Denker auf der Grundlage der platonischen Lehre dar, wobei er sich auch um eine Harmonisierung mit dem Neuplatonismus bemühte. In den Fragen, in denen sich Aristoteles offen gegen seinen Lehrer Platon stellte, ergriff er für Platon Partei.

### Metaphysik und Kosmologie
In der Metaphysik übernimmt Cattani die Grundstruktur des antiken neuplatonischen Weltmodells. Wie die antiken Neuplatoniker und Ficino hält er den Kosmos für hierarchisch geordnet. Die gestufte Ordnung reicht vom Einen, dem höchsten Prinzip, das Cattani mit dem Guten gleichsetzt, bis hinab zur Materie. Der neuplatonischen Tradition folgend – und im Gegensatz zu Pico della Mirandola – fasst er das Eine nicht als seiend auf, sondern als Ursprung des Seins und somit dem Sein übergeordnet. Auch Leben und Intellekt kommen dem Einen nicht zu, sondern sind der Ebene des Seins zugeordnet. Das Eine und Gute, das dem christlichen Gott entspricht, kann somit nicht als seiend und lebendig bezeichnet werden. Das aus dem Einen hervorgegangene Sein entfaltet sich in der rein geistigen, nicht sinnlich wahrnehmbaren Welt der platonischen Ideen. In der Ideenwelt tritt die erste Schönheit in Erscheinung. Cattani verteidigt Platons Ideenlehre gegen die Kritik des Aristoteles, wobei er sich mit dem „Argument des dritten Menschen“ auseinandersetzt. Als vermittelnde Instanz zwischen der geistigen und der körperlichen Welt betrachtet er die Weltseele, die dem Kosmos das Leben schenke und seine Kontinuität gewährleiste. Dies geschehe mittels einer aus der Weltseele hervorgegangenen zweiten Universalseele, der Natur, die sich mit dem Kosmos verbinde, während die Weltseele ganz für sich bleibe. Cattani plädiert für die platonische Lehre, der zufolge die sich selbst bewegende Seele das Prinzip aller Bewegung ist, und geht dabei auf die Einwände des Aristoteles ein. Den Zeitablauf fasst Cattani nicht als linear, sondern als zyklisch auf; er begründet das Konzept der aufeinanderfolgenden Weltzyklen damit, dass die Anzahl der Ideen und der Möglichkeiten einer Teilhabe an ihnen endlich sei.
Grundlegend für die Existenz und Struktur der Welt sind nach Cattanis Ausführungen die drei Gegensatzpaare Einheit/Vielheit, Bewegung/Ruhe und Identität/Verschiedenheit. Nur durch das Zusammenwirken dieser Gegensätze kann die Welt als geordneter Kosmos bestehen. Die Vielheit würde im Grenzenlosen und Unbestimmten zerfließen, wenn nicht die Zahl Begrenzung und Bestimmtheit und damit Einheit innerhalb der Vielheit bewirkte. Die Bewegung wird durch die Ruhe geordnet, die Wirkung des Verschiedenheitsprinzips durch die des Identitätsprinzips begrenzt. Dieses Zusammenspiel von Gegensätzen ist die Voraussetzung der Weltordnung und ihrer Erkennbarkeit.
Bei der menschlichen Seele unterscheidet Cattani zwischen der Vernunftseele und der irrationalen Seele. Nach seiner Lehre bringt die Vernunftseele die irrationale Seele hervor; sie gießt sie aus und verwendet sie wie ein Instrument, um den Körper zu beleben, während sie selbst keinen direkten Kontakt mit ihm hat. Außerdem benötigt die Seele für ihre Aktivität in der materiellen Welt ein „Seelenfahrzeug“. Dieses Konzept übernimmt Cattani wie schon Ficino aus dem antiken Platonismus.
Hinsichtlich des Verhältnisses der platonischen Ideen zu den menschlichen Seelen ist Cattani der Überzeugung, dass jeder einzelnen Seele eine eigene Idee entspreche und somit jede Seele eine Art (species) mit nur einem Individuum sei.

### Ästhetik und Theorie der Liebe
Für Cattani hat das Sein, das sich in der Mannigfaltigkeit der Erscheinungen zeigt, im Einen und Guten seinen absoluten Grund. Das Sein ist das in der Vielheit entfaltete Eine und Gute, es macht Einheit und Gutheit in der Welt der Sinnesobjekte sichtbar und erfahrbar. Insoweit dies der Fall ist, ist es ein schönes Sein. Die Schönheit ist das äußere Hervorbrechen der inneren Gutheit eines Guten. Das Gute bildet den Einheitsaspekt am Sein und das Schöne den Vielheitsaspekt. Schönheit setzt Vielheit voraus; daher ist Gott als das schlechthin Eine nicht schön, sondern jenseits der Schönheit.
Cattanis Philosophie zufolge sind alle Dinge durch einen gestuften Hervorgang von Gott, dem Einen, ausgegangen und kehren durch einen umgekehrten Prozess zu ihm zurück. Demnach ist auch die Bestimmung des Menschen die Rückwendung zu seinem göttlichen Ursprung. Dabei ist die Liebe die treibende Kraft. Die menschliche Liebe ist nach Cattanis Definition das Streben, das Schöne im Schönen zu genießen und hervorzubringen. Daraus ergibt sich ihre Bedeutung für den Weg des Liebenden zu Gott, denn das Schöne ist – so Cattani – die einzige auf der Erde wahrnehmbare Erscheinungsform des Göttlichen. Es repräsentiert das Eine und Gute als dessen Entfaltung in der Vielheit der Erscheinungen. Indem die Liebe auf das Schöne abzielt, verbindet sie den Menschen mit dem Göttlichen, insoweit dieses als schön erscheint und als schön erkannt wird. Je mehr Kenntnis des Schönen man erlangt, desto mehr Anteil hat man am Göttlichen. Dem Liebesstreben geht immer eine Erkenntnis des Erstrebten voraus, denn die Voraussetzung jeder Liebe ist ein Erkennen ihres Objekts.
Für den Aufstieg der Seele zum Einen und Guten, der Quelle der Schönheit, gibt es nach Cattanis Darstellung drei Hauptwege: die Dialektik, die Musik und die Erotik. Die Dialektik, die als rationales Bemühen um Erkenntnis mit Definitionen, Methoden und Beweisen arbeitet, bewegt sich in direktem geistigem Zugriff auf das Gute zu. Die beiden anderen Wege hingegen, die ohne den Diskurs der Vernunft beschritten werden, sind auf das erscheinende Schöne bezogen. Eine Vereinigung mit der Gottheit kann nicht durch die Vernunft, sondern nur durch die vom Schönen erweckte Liebe bewirkt werden.
Für Cattani ist die Liebe eine Kraft, die aus dem Chaos in die Ordnung und aus dem Unvollkommenen ins Absolute und Vollendete zurückführt und dabei das Unschöne im menschlichen Geist beseitigt. Sie erzeugt im Menschen den göttlichen „Furor“, eine Leidenschaft, die ihn zu den Leistungen antreibt, die seine Würde ausmachen, und ihn gottähnlich werden lässt. Dann wird erkennbar, dass der Mensch eine Wohnstätte der Götter ist. Der Furor der Liebe ist für Cattani das größte Geschenk Gottes an die menschliche Seele, denn er führt sie aus ihrer eigenen Enge in die Weite der göttlichen Wahrheit. Somit fällt der Liebe die Aufgabe zu, die Seele zu lenken. Dies geschieht dann in der richtigen Weise, wenn das Begehren und Wollen des Liebenden, der Schönheit sucht, auf die intelligible Welt ausgerichtet wird, auf das Reich der nur geistig erfassbaren platonischen Ideen, denn dort ist die Schönheit beheimatet. Unter Schönheit in diesem geistigen Sinn versteht Cattani auch Qualitäten wie Bildung und vortreffliche Sitten.
Eine Problematik der Liebe zum Schönen ergibt sich für Cattani daraus, dass nach seinem Verständnis die Schönheit zwar selbst nichts Sinnliches ist, aber im Sinnlichen erscheint. Wenn ein Mensch als schön wahrgenommen wird, ruft sein Anblick Liebe hervor, doch führt dies nicht direkt zum Geistigen und Göttlichen, sondern zu einer konkreten, auch körperbezogenen Liebesbeziehung zwischen Menschen. Wie Ficino legt Cattani Wert auf die Unterscheidung zwischen „himmlischer“ Liebe, die zum Göttlichen emporführe, und „irdischer“, die den menschlichen Körper begehre. Die letztere hält er insofern für problematisch, als das Begehren des irdisch Liebenden im Materiellen steckenbleiben könne. Überdies entstehe diese Liebe aus einer Art Trunkenheit, und solche Leidenschaft könne zur „Liebeskrankheit“ führen. Diese sei eine Folge des ständigen Denkens an die geliebte Person. Dennoch verteidigt Cattani die irdische Liebe. Er macht geltend, dass zwischen äußerer, sichtbarer und innerer, geistiger Schönheit ein Zusammenhang bestehe. Das innerlich Schöne – das Schöne im eigentlichen Sinn – sei von einer gewissen äußeren Anmut begleitet, die ein Anzeichen innerer Makellosigkeit sei. Somit sei die äußere Schönheit zwar nicht das wahre Ziel der Liebe, doch könne sie ein Instrument sein, das dem Liebenden helfe, zum Ziel, der göttlichen Schönheit, aufzusteigen. Auch wer irdisch liebe, sei als Liebender gleichsam ein Wunder unter den anderen Menschen und verdiene daher höchste Wertschätzung. Daraus ergebe sich für den Geliebten eine Verantwortung; er dürfe die ihm entgegengebrachte Liebe nicht zurückweisen, sonst verhalte er sich wie ein Mörder.
Obwohl Cattani die irdische Liebe nur für eine Stufe im Aufstiegsprozess hält, betont er die dauerhafte Anerkennung, die ihr gebühre. Wenn – so Cattani – der Liebende und Erkennende von der Sinneswahrnehmung ausgehend zu den geistigen Wahrheiten vorgedrungen ist und damit Weisheit und Glückseligkeit erlangt hat, benötigt er das sinnliche Liebesobjekt nicht mehr. Dieses wird damit zwar für ihn überflüssig, doch verdient es weiterhin höchste Wertschätzung, denn durch die Wirkung des Sinnlichen ist der Aufstieg zum Geistigen möglich geworden.
Ein wesentlicher Aspekt ist für Cattani die Selbsterkenntnis, die er als Frucht der Liebe darstellt. Mit der Bedeutung und Realisierbarkeit von Selbsterkenntnis setzt er sich intensiv auseinander. Dabei greift er das antike platonische Anliegen der Hinwendung zur eigenen Seele auf; diese solle erkannt und gepflegt werden. Dazu könne die Liebe zu einem andern Menschen beitragen, denn durch die geistige Zuwendung zu einem edlen Freund könne man in dessen vorzügliche Seele blicken und das dort Vorgefundene dann in sich selbst wiedererkennen.

## Rezeption

### Frühe Neuzeit
Cattani betrachtete sich als den authentischen Nachfolger Ficinos in der Rolle des führenden Platonikers, und diese Einschätzung wurde von gebildeten Zeitgenossen geteilt. In Florenz und auch auswärts schätzte man zu seinen Lebzeiten seine Fähigkeit, Platon verständlich auszulegen und die Dunkelheiten der metaphysischen Modelle der antiken Neuplatoniker erläuternd zu erhellen. Baldassare Castiglione lobte seine sprachliche Ausdruckskraft im Italienischen und verglich ihn als stilistisches Vorbild mit Petrarca und Boccaccio.
Vier Jahrzehnte nach Cattanis Tod ließ sein gleichnamiger Enkel, der spätere Bischof von Fiesole Francesco Cattani da Diacceto der Jüngere, im Jahr 1561 in Venedig eine – sehr fehlerhafte – Ausgabe der Tre libri d’amore und des Panegirico allo amore drucken, die am Schluss eine von dem Historiker Benedetto Varchi verfasste Biographie des Humanisten in italienischer Sprache enthält. Varchis Darstellung ist detailliert und gilt als zuverlässig; er beruft sich auf Auskünfte von Personen, die Cattani gut kannten. Eine lateinische Lebensbeschreibung stammt von dem Gelehrten Frosino Lapini; sie wurde der Ausgabe von Cattanis lateinischen Werken vorangestellt, die 1563 in Basel von Theodor Zwinger herausgegeben und von Heinrich Petri und Pietro Perna gedruckt wurde.

### Moderne
Bis zum späten 20. Jahrhundert fand Cattani relativ wenig Beachtung. Eine verbreitete Meinung war, es fehle ihm an Originalität, er habe nur Ficinos Lehre übernommen. Pionierarbeit leistete Paul Oskar Kristeller mit einer erstmals 1946 publizierten Untersuchung. Nach Kristellers Befund ist Cattani zwar Ficino weit unterlegen, hat aber dessen Erbe weitergetragen und durch seine Auseinandersetzung mit dem Aristotelismus einen Beitrag zur Renaissancephilosophie geleistet. Konsens besteht darüber, dass Cattani Ficinos bedeutendster Schüler war.
Die neuere Forschung sieht in Cattani einerseits einen getreuen Schüler Ficinos, andererseits aber auch einen nach neuen Lösungen suchenden Denker. Sabrina Ebbersmeyer (2002) charakterisiert ihn als „Schwellenfigur“, die mit einem Fuß in der von Ficino geprägten Vergangenheit stehe, mit dem anderen Fuß aber in der Gegenwart des frühen 16. Jahrhunderts, die neue Formen der intellektuellen Auseinandersetzung erfordert habe. Seine Texte über die Liebe wirkten „wie der späte Nachhall einer schon vergangenen Ära“, doch mit seinen Bemühungen in der Sacra Accademia Medicea habe er zukunftsweisende kulturorganisatorische Aufgaben übernommen. Thomas Leinkauf (2017) weist auf Cattanis differenziert entfaltete Platon-Deutung und seine souveräne Kenntnis der Literatur des antiken Platonismus hin und bietet einen Überblick über das System des humanistischen Denkers. Ebenfalls im Jahr 2017 ist die erste umfassende Monographie über Cattanis Philosophie erschienen. Ihr Autor, Simone Fellina, untersucht die Metaphysik, Kosmologie, Anthropologie und Liebeslehre des Florentiner Platonikers und deren Verhältnis zu den Lehren Ficinos, Picos und der antiken Neuplatoniker, mit denen er sich auseinandersetzte. Dabei arbeitet Fellina ausführlich die traditionellen und die eigenständigen Elemente der Philosophie Cattanis heraus.

## Ausgaben und Übersetzungen
- Opera omnia Francisci Catanei Diacetii […] nunc primum in lucem edita. Basel 1563 (Digitalisat)
- Christoph Luitpold Frommel (Übersetzer): Francesco Cattani da Diacceto: Lobrede auf die Liebe. In: Frommel: Michelangelo und Tommaso dei Cavalieri (= Castrum Peregrini 139/140). Castrum Peregrini Presse, Amsterdam 1979, ISBN 90-6034-039-6, S. 98–111
- Sylvain Matton (Hrsg.): Francisci Catanei Diacetii De pulchro libri III. Accedunt opuscula inedita et dispersa necnon testimonia quaedam ad eumdem pertinentia (= Nuova collezione di testi umanistici inediti o rari, Bd. 18). Scuola Normale Superiore di Pisa, Pisa 1986, ISBN 88-7642-007-X (kritische Edition von De pulchro und der Universitätsreden, Gedichte und Briefe sowie zahlreicher Quellentexte zu Cattani)
- Luc Deitz (Übersetzer): Francesco Cattani da Diacceto: Panegyric on Love. In: Jill Kraye (Hrsg.): Cambridge Translations of Renaissance Philosophical Texts. Band 1: Moral Philosophy. Cambridge University Press, Cambridge 1997, ISBN 0-521-42604-9, S. 156–165